# APACS
APACS (Association for Payments Clearing Services) – brytyjskie stowarzyszenie płatnicze założone w 1984 r., nadzoruje trzy izby rozliczeniowe:
- BACS  – izba rozrachunkowa dla masowych transakcji rozliczeniowych przeprowadzanych bez użycia dokumentów papierowych,
- CCCL (Cheque and Credit Clearing Company Limited) – instytucja odpowiedzialna za rozliczanie transakcji papierowych,
- CHAPS (Clearing House Automated Payment System) – zapewnia możliwość rozrachunku brutto w czasie rzeczywistym płatności wysokokwotowych.

Stowarzyszenie powołano w celu umożliwienia łatwego dostępu banków do brytyjskiego systemu płatniczego. Członkami systemu może być każdy, którego transakcje stanowią co najmniej 5% transakcji rozliczonych w Wielkiej Brytanii. Organizacje które nie uzyskały członkostwa, a posiadają produkty, które wymagają dokonywania rozliczeń, stają się członkami stowarzyszonymi.